# Daniel A. Lomino
Daniel A. Lomino ist ein Szenenbildner und Artdirector.

## Leben
Lomino begann seine Karriere im Filmstab 1971 als Technischer Zeichner bei den Dreharbeiten zu James Bond 007 – Diamantenfieber. 1977 arbeitete er erstmals als Artdirector an einem Spielfilm, im selben Jahr wirkte er in dieser Rolle an Steven Spielbergs Science-Fiction-Film Unheimliche Begegnung der dritten Art. 1978 war hierfür zusammen mit Joe Alves und Phil Abramson für den Oscar in der Kategorie Bestes Szenenbild nominiert, die Auszeichnung ging in diesem Jahr jedoch an Krieg der Sterne.
Zwischen 1983 und 1993 arbeitete er häufig mit Regisseur John Carpenter, darunter Christine und Starman. Ab Mitte der 1980er Jahre war er auch für das Fernsehen tätig, darunter die Fernsehserien MacGyver und Baywatch – Die Rettungsschwimmer von Malibu.

## Filmografie (Auswahl)
- 1971: James Bond 007 – Diamantenfieber (Diamonds Are Forever)
- 1977: Unheimliche Begegnung der dritten Art (Close Encounters of the Third Kind)
- 1981: Buddy, Buddy
- 1982: Ich glaub’, ich steh’ im Wald (Fast Times at Ridgemont High)
- 1983: Christine (John Carpenter’s Christine)
- 1984: Starman (John Carpenter’s Starman)
- 1987: Die Fürsten der Dunkelheit (John Carpenter’s Prince of Darkness)
- 1988: Chucky – Die Mörderpuppe (Child’s Play)
- 1988: Sie leben (John Carpenter’s They Live)
- 2006: Date Movie
- 2007: Fantastic Movie (Epic Movie)
- 2008: Disaster Movie

## Auszeichnungen (Auswahl)
- 1978: Oscar-Nominierung in der Kategorie Bestes Szenenbild für Unheimliche Begegnung der dritten Art